# 23958 Theronice
23958 Theronice è un asteroide troiano di Giove del campo greco. Scoperto nel 1998, presenta un'orbita caratterizzata da un semiasse maggiore pari a 5,226333 UA e da un'eccentricità di 0,099484, inclinata di 24,910061° rispetto all'eclittica. Ha un diametro di 46,001 km, un periodo di rotazione di 562,0 ore e  un'albedo di 0,076.
È dedicato a Teronice, madre di Anfimaco, uno dei capi degli Achei.